# Warren City (Texas)
Warren City es una ciudad ubicada en el condado de Gregg en el estado estadounidense de Texas. En el Censo de 2010 tenía una población de 298 habitantes y una densidad poblacional de 65,04 personas por km².

## Geografía
Warren City se encuentra ubicada en las coordenadas 32°33′5″N 94°54′18″O / 32.55139, -94.90500. Según la Oficina del Censo de los Estados Unidos, Warren City tiene una superficie total de 4.58 km², de la cual 4.58 km² corresponden a tierra firme y (0.11%) 0.01 km² es agua.

## Demografía
Según el censo de 2010, había 298 personas residiendo en Warren City. La densidad de población era de 65,04 hab./km². De los 298 habitantes, Warren City estaba compuesto por el 87.92% blancos, el 7.72% eran afroamericanos, el 0% eran amerindios, el 0% eran asiáticos, el 0% eran isleños del Pacífico, el 2.01% eran de otras razas y el 2.35% pertenecían a dos o más razas. Del total de la población el 6.04% eran hispanos o latinos de cualquier raza.